# Amélie (musical)
Amélie – musical oparty na komedii romantycznej z 2001 roku, z muzyką Daniela Messé, tekstami Messé i Nathana Tysena oraz historią Craiga Lucasa. Premiera musicalu odbyła się w Berkeley Repertory Theatre we wrześniu 2015 roku. Można było go obejrzeć na Broadwayu od marca 2017 roku do 21 maja 2017 roku.

## Utwory i oryginalne wykonania[2][3]
Oryginalne nagranie z Broadwayu zostało wydane przez Warner Classics, cyfrowo 19 maja i fizycznie 9 czerwca 2017 roku.
- "Times Are Hard for Dreamers (Prologue)" – młoda Amelia, Company
- "World's Best Dad" –  młoda Amelia, Raphael
- "World's Best Friend" – młoda Amelia, Amandine, Fluffy
- "World's Best Mom" – młoda Amelia, Amandine
- "Times Are Hard For Dreamers" – Amelie
- "The Commute" – Obsada
- "The Bottle Drops" – młoda Amelia, Amelie, obsada
- "Three Figs" – Lucien
- "The Girl With the Glass" – Dufayel, Amelie
- "How to Tell Time" – Amelie, Bretodeau, obsada
- "Tour de France" – Amelie, obsada
- "Goodbye, Amelie" – Amelie, "Elton John," chór
- "Backyard" – Amelie, Raphael
- "When the Booth Goes Bright" – Nino
- "Sister's Pickle" – Amelie
- "Halfway" – młoda Amelia, Amelie
- "Window Seat" – Amelie, Gina, mąż Giny, obsada
- "There's No Place Like Gnome" – Gnome, obsada
- "Thin Air" – Nino
- "Blue Arrow Suite" – Amelie
- "The Late Nino Quincampoix" – Amelie, chór
- "A Better Haircut" – Gina, Suzanne, Georgette, Nino
- "Stay" – Amelie, Nino
- "Halfway" (Reprise) – Amelie
- "Where Do We Go From Here" – Amelie, Nino, obsada

## Oryginalna obsada
| Postacie                                     | Berkeley Repertory Theatre (2015) | Los Angeles (2016)       | Broadway (2017)          |
| -------------------------------------------- | --------------------------------- | ------------------------ | ------------------------ |
| Amélie                                       | Samantha Barks                    | Phillipa Soo             | Phillipa Soo             |
| Młoda Améliea                                | Savvy Crawford                    | Savvy Crawford           | Savvy Crawford           |
| Nino                                         | Adam Chanler-Berat                | Adam Chanler-Berat       | Adam Chanler-Berat       |
| Dufayel / Collignon                          | Tony Sheldon                      | Tony Sheldon             | Tony Sheldon             |
| Raphael / Bretodeau                          | John Hickock                      | Manoel Felciano          | Manoel Felciano          |
| Amandine / Philomene                         | Alison Cimmet                     | Alison Cimmet            | Alison Cimmet            |
| Suzanne                                      | Maria-Christina Oliveras          | Harriett D. Foy          | Harriett D. Foy          |
| Gina                                         | Carla Duren                       | Maria-Christina Oliveras | Maria-Christina Oliveras |
| Georgette / Sylvie / Collignon's Mother      | Alyse Alan Louis                  | Alyse Alan Louis         | Alyse Alan Louis         |
| Blind Beggar / Garden Gnome / Anchorperson   | David Andino                      | David Andino             | David Andino             |
| Hipolito / Belgian Tourist / Elton John      | Randy Blair                       | Randy Blair              | Randy Blair              |
| Joseph / Fluffy / Collignon's Father         | Paul Whitty                       | Paul Whitty              | Paul Whitty              |
| Lucien / Adrien Wells / Tajemniczy mężczyzna | Perry Sherman                     | Heath Calvert            | Heath Calvert            |